# Masoveria Vella de l'Arimany
La Masoveria Vella de l'Arimany és una masia de l'Esquirol (Osona) inclosa a l'Inventari del Patrimoni Arquitectònic de Catalunya.

## Descripció
Masia de planta rectangular irregular (10 x 7 m), disposada obliquament respecte a la casa pairal. Coberta a dues vessants i amb el carener perpendicular a la façana situada més o menys a ponent. Està adossada al pendent del terreny per la façana Est i assentada sobre un bloc de pedra. Consta de planta baixa (corts) i pis (porxo). Presenta un pont cobert en funció de porxo al primer pis, que la uneix amb la casa pairal. No té una estructura clàssica de pagesia. Presenta també un annex modern al sector Nord, assentat damunt de murs antics i utilitzat com a corts. No presenta cap eix de simetria excepte als badius del porxo de la façana principal. La llinda de roure del portal principal està datada (175..?). La part habitable sembla molt petita.

## Història
Masia antiga relacionada amb l'Arimany.
La trobem registrada als fogatges de les "Parròquies del terme de Corcó, St. Jolia de Cabrera, St. Llorens Dosmunts, St. Bartomeu Sagorga, St. Vicens de Casserres y St. Martí Çescorts, fogajat a 11 d'octubre 1553 per Bartomeu Bertrana balle com apar en cartes 241", on consta un tal "Pere Arimany".